# 菲律宾火山地震研究所地震烈度表
菲律宾火山地震研究所地震烈度表（PEIS） 是菲律賓火山暨地震研究所（PHIVOLCS）用于评估与表示地震烈度的度量。

## 发展历史
它是由于1990年吕宋地震的发生而开发的。各国的地理位置的差异以及其他的“地质方面的考虑”推动了菲律宾火山地震研究所对该地震烈度表的开发。该地震烈度由地震时地面建筑物受破坏的程度、地形地貌改变、人的感觉等宏观现象来判定。
菲律宾火山地震研究所地震烈度表于1996年在菲律宾采用，并取代了罗西–福雷尔地震烈度表。

## 烈度分级
菲律宾火山地震研究所地震烈度表有12个强度等级，用罗马数字表示：
| I.几乎无感      | 在静止的情况下，极少部分人有感觉，悬挂的物体轻微摆动，容器中的水轻微振荡。                                                           |
| II.轻微震颤     | 少部分室内的人感觉到震动，悬挂的物体轻微摆动，容器中的水明显振荡。                                                                   |
| III.普遍有感    | 室内的人会感觉到摇晃，高层的震感强烈。有中等强度的震荡。家中饰物摇晃，但不对建筑物造成破坏。                                         |
| IV.摇晃         | 所有人都有感觉；睡者惊醒，牲畜不宁，摆钟停摆，重心不稳的物件可能倾倒。容器中的水剧烈振荡，有时可能听到隆隆声。                       |
| V.强烈的摇晃    | 许多人慌张逃跑，走路摇晃；玻璃破碎，书籍或摆设从书架掉下，家具移动或倾倒，破坏轻微。                                                 |
| VI.破坏         | 大多数人害怕并试图逃出室内。家具移位，可能倾倒。物体从架子上掉下来，水从容器中溅出。旧建筑严重破坏，砖石烟囱倒塌。会造成小规模滑坡。 |
| VII.毁坏        | 堤坝、鱼塘、路面或混凝土墙上可能会出现一些裂缝。重型家具偏移。未周密考虑抵抗外力的建筑物遭受损坏，部分损毁。会造成土壤液化.          |
| VIII.严重毁坏   | 居民普遍恐慌。对构造良好的建筑造成重大损害。地下管线破裂，地面破裂。会造成大规模山体滑坡。                                           |
| IX.灾难性的毁灭 | 只有少数建筑物尚未倒塌。会造成大规模的山体滑坡。水体可能会被覆盖，导致周围地区泛滥，形成堰塞湖。                                     |
| X.山河改观      | 天崩地裂，所有建筑物遭受毁灭性破坏。观察到大规模的滑坡和土壤液化。树木倒塌或连根拔起。地貌有极大改动，河流变道，会造成海啸。         |